# Casa Pla
La Casa Pla era un habitatge plurifamiliar de Girona inclosa a l'Inventari del Patrimoni Arquitectònic de Catalunya de l'arquitecte Josep Claret i Rovira.

## Descripció
Era un edifici de planta baixa i dos pisos, entre mitgeres, amb dues façanes formant angle de 70º a la cruïlla dels carrers Joan Maragall i Sant Joan Baptista. És un dels exemples més reeixits de l'arquitectura d'aquest període, malgrat la modificació del projecte inicial i el deficient estat de conservació que s'evidencia en el parament. Combina les obertures apaïsades amb les verticals i s'introdueix l'anomenada terrassa profunda com a espai de transició entre habitatge i carrer. Hi ha un predomini absolut de la línia recta.